# 吾妻橋 (墨田區)

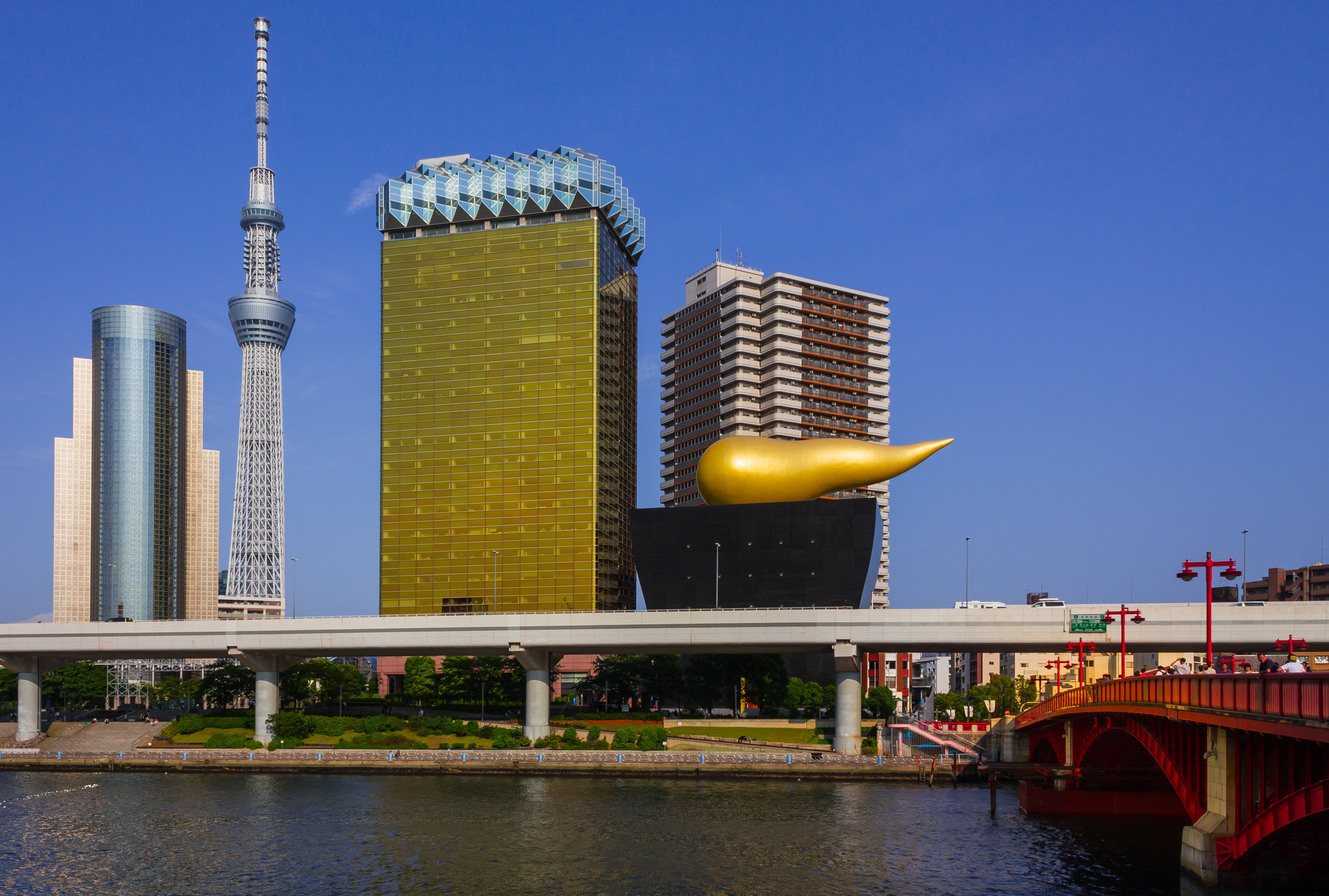
右是朝日啤酒本部大樓與相鄰的Super Dry大廳。左邊銀色大樓是墨田區役所廳舍。前方高架橋是首都高速6號向島線，右手邊為吾妻橋。朝日啤酒本部大樓與墨田區役所之間可見東京晴空塔。

吾妻橋（日语：／ Azumabashi */?）是東京都墨田區的町名。郵遞區號為130-0001。

## 地理
位於東京都墨田區西部，屬本所地域，為墨田區役所所在地。北與向島之間以北十間川為界，東鄰業平，南通東駒形，西與台東區花川戶、雷門之間以隅田川為界。
地區北邊有北十間川，東邊有大橫川。此外，西邊的隅田川是江東區-台東區界。區役所所在的西側為吾妻橋一丁目，中央為二丁目，東側為三丁目。
隅田川旁朝日啤酒Super Dry大廳上的特殊造型物體，是該公司的紀念物，也是隅田川的特色地標。

## 歷史
1930年（昭和5年），吾妻橋成立。1966年（昭和41年）實施新住居表示。

### 地名由來
來自於隅田川上的橋梁「吾妻橋」

## 交通

### 鐵路
- 都營地下鐵淺草線：本所吾妻橋站

### 道路
- 東京都道319號環狀三號線（三目通）
- 東京都道453號本鄉龜戶線（清澄通、淺草通）
- 東京都道461號吾妻橋伊興町線（墨堤通）
- 東京都道463號上野月島線（清澄通、淺草通）

首都高速道路、出入口
- 首都高速6號向島線

### 橋梁
- 北十間川上的橋
  - 枕橋（東京都道461號吾妻橋伊興町線、墨堤通）
  - 源森橋（東京都道319號環狀三號線、三目通）
- 大橫川上的橋
  - 業平橋（東京都道453號本鄉龜戶線、淺草通）
- 隅田川上的橋
  - 吾妻橋（東京都道453號本鄉龜戶線）

## 設施
- 墨田區役所

## 備註
1. ↑  墨田区世帯人口現況8月分[永久]

## 外部連結
- 墨田區官方網站（页面存档备份，存于）